# Caverna de Agia Fotini
Agia Fotini (en griego: Αγία Φωτεινή) es una cueva ubicada en la unidad periférica de Heraclión, en el monte Louloudaki, a 7 km de Avdou, a una altitud de 760 m. Dentro de la cueva hay una iglesia dedicada a Agia Fotini, un santuario, una escalera con seis peldaños, 2 estalagmitas, un altar, un balcón y un altar-retablo de madera utilizado como escondrijo para esconder bienes valiosos de los otomanos.
En el interior de la cueva se encontraron artefactos datados del período minoico, habiendo probablemente servido como lugar de culto religioso. Fue utilizada como monasterio al menos desde el siglo XIX y, además, tuvo participación crucial durante la revolución cretense, al servir de refugio a los guerrilleros.